# Hrib pri Cerovcu
Hrib pri Cerovcu – wieś w Słowenii, w gminie Semič. W 2018 roku liczyła 11 mieszkańców.